# KURO
KURO（クロ、本名:水谷 Samuel 聡史、1977年11月19日 - ）は、日本のラッパー、歌手、時々ハーモニカ、作詞家、小説家。ヒップホップユニット「HOME MADE 家族」のMC。

## 概要
アメリカ合衆国シカゴ生まれ。幼少時代から、本場のHIP-HOPに囲まれて育ち12歳まで過ごした。その後神奈川県横浜市に引っ越す。横浜市の公立中学校に通い、サッカー部に所属していた。高校生の頃、ライムスターの「俺に言わせりゃ」に衝撃を受け日本語ラップを始める。その後、大学の関係で名古屋に渡り今のHOME MADE 家族のメンバーであるMICROと元メンバーHOZEに出逢った。グループのリーダーでもある。
2005年には槇原敬之にフィーチャリングされ「ほんの少しだけ」をリリース。槇原敬之が認めたほどストーリー性の高い小説的な歌詞を作ることを得意とし、May J.の「Story Of Love」やAAAの浦田直也のソロ「White Lie」などでソングライターとしてもその実力を発揮している。
SEAMO（塾長）とは旧知の仲であり、売れていない頃はよくお金を借りたりご飯を食べさせてもらったという。ただ、HOME MADE 家族がブレイクしたときにきっちり耳をそろえて借金を返されたときSEAMOは「これで繋ぐものはなくなったな」とこぼしている。しかし、彼らの交友関係は健在で、SEAMOの主催する東海フェスのタイトル「TOKAI SUMMIT」や彼の1st「Get Back On Stage」、2nd「Live Goes On」、3rd「Round About」のネーミングはKUROが考えている。これはしばしネタになっており、印税を巡る問題で二人のやりとりがある。
トラックメイカー兼ギターリストであるATSUSHIという二つ違いの弟がいる（作家名Tony23）。彼はSMELLS GOODというソウルバンドを持ち、元メンバーのHOZEがそこに在籍している。KUROがそのバンドと組んだ「KURO&S★G」というヒップホップとソウルを融合させたグループがある。「NO RELEASE, LIVE ONLY」というコンセプトを掲げ、不定期にライブ活動を敢行。架空のアルバム(G)old & new（全12曲）、(G)old & new 2（全8曲）を制作し披露している。2010年1月29日に名古屋のクラブカナリアにて初のワンマンライブを成功。また、2012年5月13日に大阪Shangri-La、2012年5月19日にshibuya duo MUSIC EXCHANGE、2012年5月20日に名古屋OZONにて、リリースもしていないのに初の東名阪ツアーも成功させている。2015年9月6日、新宿ReNYにて、KURO&S★G Unreleased Live ~Paint It Gold~”9のじかん” ・”6のじかん”の2部構成を成功させている。2017年3月18日、新宿BLAZEにて「THE LAST LIVE 〜リリースもしてないのに最後のライブ！？〜」の公演中に「KURO＆S★G」から「eNBAND」（読み方：えんばん）と改名して今後活動していくことを発表。「KURO＆S★G」としては楽曲をリリースはしなかったが、「eNBAND」として楽曲をリリースする予定があることも同時に発表。
デビュー前に「KURO no LOGICAL BEAT JOURNEY」（クロノロジカルビートジャーニー）というソロプロジェクトを立ち上げて自主でアルバムを作っている。「天使の器」という縁に返しがついているお皿の特許を取得しており、名古屋の錦にあるイタリアンosteria il punto（オステリア イル プント）に置いてある。
ソロで活動するときはブルースハープを吹きながらラップし、そのスタイルを『HIP HARP』と呼んでいる。
2012年5月21日には、初の書籍「EVER GOLD」を上梓。5年の歳月をかけ、インディーズアルバム「H.M.K.U.」から、メジャーアルバム「AKATSUKI」までの全153曲の楽曲を解説した珠玉の“ライナーノーツエッセイ”集を書き下ろす。シングルからカップリングに客演曲まで、オフショット満載となっている（発売は(株)オゾン・コーポレーション）。
ビートボックスのパイオニアとコラボ
日本のビートボックス界のパイオニア、AFRAのビートEP『AFRA BEAT』に、KUROがラップを乗せたフリーミックステープ『AFRA BEATS KURO : Social Distance Match - side A -』をYouTubeに無料公開。（2021年10月15日）
2023-24シーズンからはジャパン・プロフェッショナル・バスケットボールリーグ・名古屋ダイヤモンドドルフィンズのアリーナMCを担当する。

## ディスコグラフィー
- 「Time Attack feat. KURO, MICRO from HOME MADE 家族」 / SEAMO（2005年10月26日発売）
- 「ほんの少しだけ feat. KURO from HOME MADE 家族」 / 槇原敬之（2006年2月1日発売）
- 「ANTI HERO feat. KURO from HOME MADE 家族」 / SEAMO（2006年9月20日発売）
- 「SHOUT feat. KURO（HOME MADE 家族）」 / SMELLS GOOD（2007年3月14日発売）
- 「Do it! feat. KURO, MICRO from HOME MADE 家族」 / SEAMO（2007年10月31日発売）
- 「Minus To Plus with KURO from HOME MADE 家族」 / SOFFet（2008年2月27日発売）
- 「MY DOCUMENT ~マス≒コア~ with KURO from HOME MADE 家族 and KIN DA SHER ROCK」 / BUZZER BEATS（2008年5月14日発売）
- 「Time After Timefeat. KURO from  HOME MADE 家族」 / Sowelu（2009年2月25日）
- 「love groovin' feat. KURO from  HOME MADE 家族」 / AZU（2010年3月17日発売）
- 「サヨナラ feat. KURO from HOME MADE 家族」 / Missing Link（2010年7月14日配信限定発売）
- 「Wait For Youfeat. KURO  HOME MADE 家族」 / アリル（2012年6月13日発売）
- 「Taboo with KURO from HOME MADE 家族」 / 紗羅マリー（2013年1月30日発売）
- 「Play Back」Feat. SEAMO, KURO（from HOME MADE 家族） / DJ SANCON（2017年2月15日発売「Music has no borders」収録）
- 「ON＆恩」 / SEAMO×Crystal Boy×KURO×SOCKS（2017年6月7日発売デジタルEP「ON×恩×音」（SEAMO名義）収録）
- 「続・ON＆恩」 / SEAMO×Crystal Boy×KURO×SOCKS（2017年11月19日発売デジタルEP「続・ON×恩×音」（SEAMO名義）収録）
- 「Glory」 / SEAMO×Crystal Boy×KURO×SOCKS×Ms.OOJA（2019年2月20日発売「Glory」（SEAMO名義）収録）
- 「Wave Your Flag」 / SEAMO×Crystal Boy×KURO×SOCKS（2019年10月9日発売「Wave My Flag」（SEAMO名義）収録）
- 「君だけの...」 / Tsuyoshi Kawaguchi feat. KURO（HOME MADE 家族）（2020年3月18日配信限定発売）
- 「みなさんのおかげです」 /  SEAMO×Crystal Boy×KURO×SOCKS（2021年3月6日発売「NORA」（SEAMO名義）収録）

## 歌詞提供
- 浦田直也 from AAA「White Lie」（2009年1月28日発売、1stアルバム「TURN OVER」収録）
- May J.「Story Of Love」（2009年5月27日発売、2ndアルバム「FAMILY」収録）
- 入江慎也（カラテカ） & パンチ浜崎（ザ・パンチ）「ハッピバースデー」（『バカソウル』2012年7月14日放映）
- SMELLS GOOD「Maybe」（2012年5月13日発売、「GOOD TIME ROLL」収録）
- GOOD TIME ROLL CREW「Bring It On Home To Me」（2012年5月13日発売、「GOOD TIME ROLL」収録）
- 紗羅マリー「Taboo」（2013年1月30日発売、2ndアルバム「RED」収録）
- 福山潤「KEEP GOING ON!」（2017年2月15日発売、1stシングル「KEEP GOING ON!」収録）
- 入間銃兎（CV.駒田航）「ベイサイド・スモーキングブルース」（2017年11月15日発売、ヒプノシスマイク ヨコハマ・ディビジョン「BAYSIDE M.T.C」収録）
- 天国獄（CV.竹内栄治）「One and Two, and Law」（2019年11月27日発売、ヒプノシスマイク Bad Ass Temple「Bad Ass Temple Funky Sounds」収録）
- SUPLIFE「ブドウの実」（2021年6月9日発売、2ndシングル「ブドウの実」収録）
- 浦島坂田船「PIRATES A GO GO」（2021年7月7日発売、6thアルバム「L∞VE」収録）
- 夢野幻太郎（CV.斉藤壮馬）、有栖川帝統（CV.野津山幸宏）「奇術館の殺人」（2021年9月22日発売、ヒプノシスマイク「ヒプノシスマイク -Division Rap Battle- side F.P & M + 第1巻限定版特典CD」収録）
- 逹瑯「TATTOO」（2022年2月2日発売、2ndアルバム「非科学方程式」収録）
- 飴村乱数（CV.白井悠介）、神宮寺寂雷（CV.速水奨）「Birthday」（2022年4月15日発売、ヒプノシスマイク「ヒプノシスマイク -Before The Battle- Dawn Of Divisions 第2巻限定版特典CD」収録）
- ▽▲TRiNITY▲▽「三位一体啖呵売」（2022年5月11日発売、1stEP「インプリンティング EP」収録）

## 著書
- 『EVER GOLD』（2012年5月21日発売）

HOME MADE 家族のKUROが書き下ろした“セルフライナーノーツ集”。5年の歳月をかけて書き上げた全153曲の楽曲を解説したエッセイ。
- 『マン・イン・ザ・ミラー　「僕」はマイケル・ジャクソンに殺された』（「サミュエル・サトシ」名義）（2019年3月18日発売）

マイケル・ジャクソンのインパーソネーター（ある歌手や俳優になりきってパフォーマンスをするエンターテイナーの呼称）として、その半生を捧げた実在の日本人を主人公のモデルしたエンターテインメントノベル。
- 『ブラインドから君の歌が聴こえる』（「サミュエル・サトシ」名義）（2020年5月27日発売）

人気HIP HOPグループのDJがメジャーデビューを前に病で失明をしてしまい絶望のどん底のなか、幼なじみに連れられてブラインドサッカーと出合い仲間との交流で少しずつ自分の居場所を見つけてゆく物語。
- 『俺たちに言わせりゃ’94』（「サミュエル・サトシ」名義）（2024年4月19日発売）[3]三田文學　2024年春季号（157号）にて、初の純文学を掲載。

　94年の冬、男子校の男子寮で起きた若者達の葛藤を描いた青春小説。
- 『[4]Diamondintherough』（「サミュエル・サトシ」名義）小説家サイト「[5]カクヨムにて、2024/9/15〜2024/10/4まで名古屋のプロバスケットボールチーム、ダイヤモンドドルフィンズをモチーフにした小説、全20話を連載。